# Volnay, Sarthe
Volnay là một xã trong tỉnh Sarthe ở tây bắc nước Pháp. Xã này nằm ở khu vực có độ cao từ 80-154 mét trên mực nước biển.